# Elizabeth Mandlik
Elizabeth Mandlik (nacida el 19 de mayo de 2001 en Boca Raton, Florida) es una tenista estadounidense.
Su mejor clasificación en la WTA fue la número 97 del mundo, que llegó el 19 de junio de 2023. En dobles alcanzó número 187 del mundo, que llegó el 7 de noviembre de 2022. Hasta la fecha, ha ganado siete títulos en invidual y tres de dobles en el ITF tour.

## Títulos WTA 125s

### Individual (0–1)
| Resultado | N.º | Fecha             | Torneo | Superficie    | Oponente       | Puntaje          |
| --------- | --- | ----------------- | ------ | ------------- | -------------- | ---------------- |
| Finalista | 1.  | 7 de mayo de 2023 | Reus   | Tierra batida | Sorana Cîrstea | 1-6, 6-4, 6-7(1) |

### Dobles (0–1)
| Resultado | N.º | Fecha                 | Torneos | Superficie | Pareja         | Oponentes                         | Resultado |
| --------- | --- | --------------------- | ------- | ---------- | -------------- | --------------------------------- | --------- |
| Finalista | 1.  | 29 de octubre de 2023 | Tampico | Dura       | Ashlyn Krueger | Tereza Mihalíková Aldila Sutjiadi | 5-7, 2-6  |